# 에프제로 팔콘전설
《에프제로 팔콘전설》(일본어: F-ZERO ファルコン伝説)은 아시 프로덕션, 덴쓰와 TV 도쿄가 제작한 2003년 일본 애니메이션이다. 닌텐도의 비디오 게임 시리즈 《에프제로》에 기반한 작품이다. 2003년 10월 7일에 방영시작해 2004년 9월 28일 총 51화로 완결됐다.
기존 비디오 게임 시리즈와 설정이 다른 리부트격 작품으로 고속 포뮬러 레이싱 '에프제로'가 성행하는 서기 2201년이 배경이다. 주인공은 150년 전 중범죄자 조다를 추격하다 사고로 냉동치료를 받고 미래에 재등장한 형사 류 스자쿠와 그의 조언자 캡틴 팔콘이다.
미국에서 본래 포키즈 엔터테인먼트가 《에프제로: GP 레전드》라는 제목으로 방영했으나 15화만에 중단했다. 2003년에 본작품에 기반한 비디오 게임 《에프제로: GP 레전드》, 2004년에 이의 개선판 《에프제로 클라이맥스》가 발매됐다.

## 제작
토모부키 아미가 감독을 맡았으며 사카이 아키요시가 각본, 야시다 토요가 캐릭터 디자인, 네기시 타카유키가 음악을 담당했다. 닌텐도사 직원 미야모토 시게루와 이마무라 타카야가 검수했다.

### 내용주
1. ↑  영어: F-Zero: GP Legend

### 참조주
1. ↑  “F-ZERO ファルコン伝説”. 2008년 11월 8일에 확인함.
2. ↑  “MMV: F-ZERO ファルコン伝説”. 2008년 11월 8일에 확인함.